# Округ Пајут (Јута)
Пајут (енгл. Piute County) је округ у америчкој савезној држави Јута. По попису из 2010. године број становника је 1.556.

## Демографија
Према попису становништва из 2010. у округу је живело 1.556 становника, што је 121 (8,4%) становника више него 2000. године.
| Група             | 2000.         | 2010.         |
| Белци             | 1.339 (93,3%) | 1.419 (91,2%) |
| Афроамериканци    | 2 (0,1%)      | 2 (0,1%)      |
| Азијати           | 3 (0,2%)      | 6 (0,4%)      |
| Хиспаноамериканци | 64 (4,5%)     | 109 (7,0%)    |
| Укупно            | 1.435         | 1.556         |